# Saison 2 d'Eureka
Chronologie
Saison 1 Saison 3
Cet article présente les treize épisodes de la deuxième saison de la série télévisée américaine Eureka.

## Synopsis
La Seconde Guerre mondiale ainsi que les bombardements sur Hiroshima et Nagasaki eurent un impact négatif envers la science et la technologie. C'est alors que, avec l'aide d'Albert Einstein, le président Harry Truman ordonna la création d'un complexe top-secret, dont le but serait de développer diverses technologies et armements. Le projet Eureka naît alors, et a pour but de réunir les plus grandes têtes pensantes, génies scientifiques et intellectuels des États-Unis, accompagnés de leur famille, dans une petite ville créée sur mesure. De ce fait, ils pourraient y vivre paisiblement, tout en continuant leurs recherches. Cette petite ville, cachée au fin fond des États-Unis, n'est répertoriée sur aucune carte, mais certaines rumeurs la situeraient tout de même dans l'Oregon. C'est dans cette incroyable ville que la plupart des technologies révolutionnaires dévoilées au public ces cinquante dernières années ont été inventées et développées. Mais, forcément, un complexe aussi important qu'Eureka attire l'attention de mauvaises personnes et la convoitise. Et si quelqu'un mettait la main sur les secrets que renferme Eureka, qui sait ce qu'il pourrait bien se passer ? C'est sur Jack Carter que la série se fixe. Ce dernier, alors qu'il ramène sa fille chez lui, a un accident. C'est ainsi qu'il découvre Eureka, et qu'il fait la découverte de ses habitants excentriques. Mais, au-delà de l'aspect esthétique, Eureka cache bien plus que des secrets…

## Distribution de la saison

### Acteurs principaux
- Colin Ferguson (VF : Philippe Vincent) : le shérif Jack Carter
- Salli Richardson-Whitfield (VF : Déborah Perret) : Dr Allison Blake
- Joe Morton (VF : Constantin Pappas) : Henry Deacon
- Jordan Hinson (VF : Jessica Barrier) : Zoe Carter
- Ed Quinn (VF : Thierry Ragueneau) : Nathan Stark
- Erica Cerra (VF : Hélène Bizot) : adjoint Josephine « Jo » Lupo
- Neil Grayston (VF : Taric Mehani) : Dr Douglas Fargo
- Debrah Farentino (VF : Martine Irzenski) : Beverly Barlowe
- Matt Frewer (VF : Jean-Luc Kayser) : Jim Taggart

### Acteurs récurrents
- Chris Gauthier (VF : Bruno Magne) : Vincent (10 épisodes)
- Meshach Peters (VF : Jackie Berger) : Kevin Blake (7 épisodes)
- Christopher Jacot (en) (VF : Fabrice Josso) : Larry Haberman (5 épisodes)
- Barclay Hope (VF : Stefan Godin) : Général Mansfield (épisodes 2 et 13)
- Adrienne Carter (VF : Agathe Cemin) : Pilar (épisodes 3, 6 et 10)
- Niall Matter (VF : Cédric Dumond) : Zane Donovan (épisodes 8, 10 à 13)
- Vanya Asher (VF : Benjamin Pascal) : Lucas (épisodes 9, 12 et 13)

### Invités
- Tamlyn Tomita (VF : Isabelle Maudet) : Kim (épisode 1)
- Olivia d'Abo : Abby Carter (épisodes 3 et 4)
- Jerry Springer : lui-même (épisode 7)
- Teryl Rothery : Diane Lancaster (épisode 10)
- Lexa Doig : Anne Young (épisode 11)
- Michael Shanks (VF : William Coryn) : Christopher Daktylos (épisode 12)

## Épisodes

### Épisode 1:La Légende du Phœnix
- États-Unis : 10 juillet 2007 sur Sci Fi channel[1]
- France : 22 octobre 2008 sur Série Club

- Tamlyn Tomita (Kim)

### Épisode 2:Passation de pouvoir
- États-Unis : 17 juillet 2007 sur Sci Fi channel
- France : 22 octobre 2008 sur Série Club

- Barclay Hope (Général Mansfield)

### Épisode 3:Une vague de froid
- États-Unis : 24 juillet 2007 sur Sci Fi channel
- France : 22 octobre 2008 sur Série Club

- Adrienne Carter (Pilar)
- Olivia d'Abo (Abby Carter)
- David Nykl (Dr Stephen Whitticus)

### Épisode 4:Un jeu dangereux
- États-Unis : 31 juillet 2007 sur Sci Fi channel
- France : 29 octobre 2008 sur Série Club

- Olivia d'Abo (Abby Carter)

### Épisode 5:Menace sur Eureka
- États-Unis : 7 août 2007 sur Sci Fi channel
- France : 29 octobre 2008 sur Série Club

- Brenda Crichlow (Proviseur Wallace)
- Matreya Fedor (Tina)
- Matt Frewer (Jim Taggert)
- Anna Galvin (Dr Jane Harrington)
- Elise Gatien (Megan)
- David Lewis (Dr Aaron Finn)
- Karissa Thynes (Stephanie)

### Épisode 6:Rends-moi mon rêve
- États-Unis : 14 août 2007 sur Sci Fi channel
- France : 5 novembre 2008 sur Série Club

- Adrienne Carter (Pilar)

### Épisode 7:Cinquante ans d'absence
- États-Unis : 21 août 2007 sur Sci Fi channel
- France : 5 novembre 2008 sur Série Club

- Tygh Runyan (Dr Pierre Fargo)
- Jerry Springer (Lui-même)

### Épisode 8:Grosse tête
- États-Unis : 28 août 2007 sur Sci Fi channel
- France : 12 novembre 2008 sur Série Club

- Niall Matter (Zane Donovan)
- Allison Hossack (Professeur)

### Épisode 9:L'Homme invisible
- États-Unis : 4 septembre 2007 sur Sci Fi channel
- France : 12 novembre 2008 sur Série Club

- Sonja Bennett (Callie Curie)

### Épisode 10:Des voix impénétrables
- États-Unis : 11 septembre 2007 sur Sci Fi channel
- France : 19 novembre 2008 sur Série Club

- Adrienne Carter (Pilar)
- Teryl Rothery (Diane Lancaster)

### Épisode 11:Attirances incontrôlables
- États-Unis : 18 septembre 2007 sur Sci Fi channel
- France : 19 novembre 2008 sur Série Club

- Sonja Bennett (Callie Curie)
- Richard Ian Cox (Dr Bob « la Taupe » Stone)
- Lexa Doig (Anne Young)

### Épisode 12:L'Alchimiste
- États-Unis : 25 septembre 2007 sur Sci Fi channel
- France : 26 novembre 2008 sur Série Club

- Sonja Bennett (Callie Curie)
- Debrah Farentino (Beverly Barlowe)
- Michael Shanks (Christopher Dactylos)

### Épisode 13:Chambre de survie
- États-Unis : 2 octobre 2007 sur Sci Fi channel
- France : 26 novembre 2008 sur Série Club

- Barclay Hope (Général Mansfield)